# کمنشهوگیس
کِمِنِش‌هودیِس (به مجاری:  Kemeneshőgyész) یک شهرداری در مجارستان است که در ناحیه پاپا واقع شده‌است. کِمِنِش‌هودیِس ۲۶٫۰۸ کیلومتر مربع مساحت و ۵۷۴ نفر جمعیت دارد.